# الهيئة الوطنية لشؤون الموظفين (اليابان)
الهيئة الوطنية لشؤون الموظفين (人事院 Jinji-in) ، والمختصرة أيضًا (NPA)، هي وكالة إدارية يابانية. من أجل ضمان العدالة والحياد والتوحيد في إدارة شؤون الموظفين لموظفي الخدمة المدنية الوطنية والوفاء بوظيفة التعويض عن القيود المفروضة على حقوق العمل الأساسية، فهي لجنة إدارية تسن وتعدل وتلغي قواعد الهيئة الوطنية لشؤون الموظفين، وتصدر أحكامًا سلبية مراجعة التصرفات، وتقديم توصيات بشأن الرواتب.
إنها "وكالة مركزية لإدارة شؤون الموظفين" تم إنشاؤها بموجب قانون الخدمة العامة الوطني. من أجل الحفاظ على عدالة إدارة شؤون الموظفين، على الرغم من أن الهيئة الوطنية لشؤون الموظفين نفسها تابعة لمجلس الوزراء ، إلا أن سلطتها تمارس بشكل مستقل عن مجلس الوزراء.

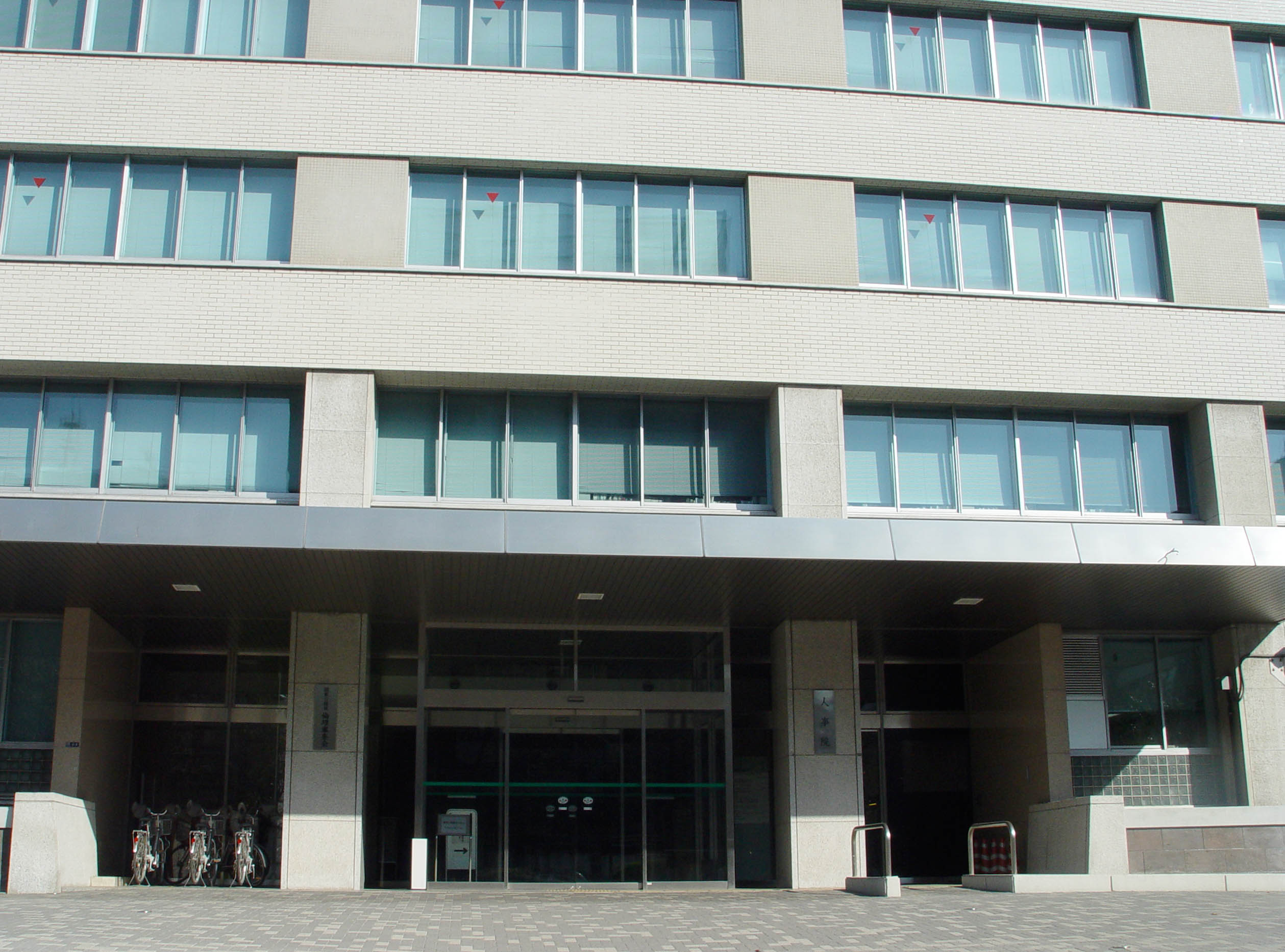
مبنى المكاتب العامة الذي يضم الهيئة الوطنية لشؤون الموظفين

## التنظيم
| الإدارات / المكاتب    | وصف |
| --------------------- | --- |
| أقسام الأمانة         | الأقسام مسؤولة عن واجبات الإدارة الداخلية، والتعاون الدولي في الإدارة العامة، والتنسيق بشأن سياسات الهيئة الوطنية لشؤون الموظفين. |
| مكتب رعاية التوظيف    | المكتب مسؤول عن الأمور المتعلقة بساعات العمل وأنظمة الإجازات، وتطوير وتعزيز تدابير دعم رعاية الأطفال والتمريض، وصحة الموظفين، وسلامتهم، والتعويض عن الحوادث.                                                                         |
| مكتب الموارد البشرية  | ويتولى الديوان المسائل المتعلقة بتأمين وتنمية الموارد البشرية والتوظيف. |
| مكتب الأجور           | ويتولى المكتب واجبات تتعلق بنظام أجور الموظفين العموميين الوطنيين. |
| مكتب الإنصاف والتحقيق | ويتولى المكتب واجبات شبه قضائية، مثل إجراء جلسات الاستماع وغيرها من التحقيقات الضرورية وإصدار الأحكام، عندما يقدم موظف عام وطني اعتراضًا أو مطالبة على التدابير الإدارية إلى الهيئة الوطنية لشؤون الموظفين بناءً على القواعد واللوائح. |

## روابط خارجية
- الهيئة الوطنية لشؤون الموظفين باللغة الإنجليزية
- قائمة كبار المسؤولين في الجيش الشعبي الجديد
- الترجمة الإنجليزية لقانون الخدمة العامة الوطنية